# Cố định carbon

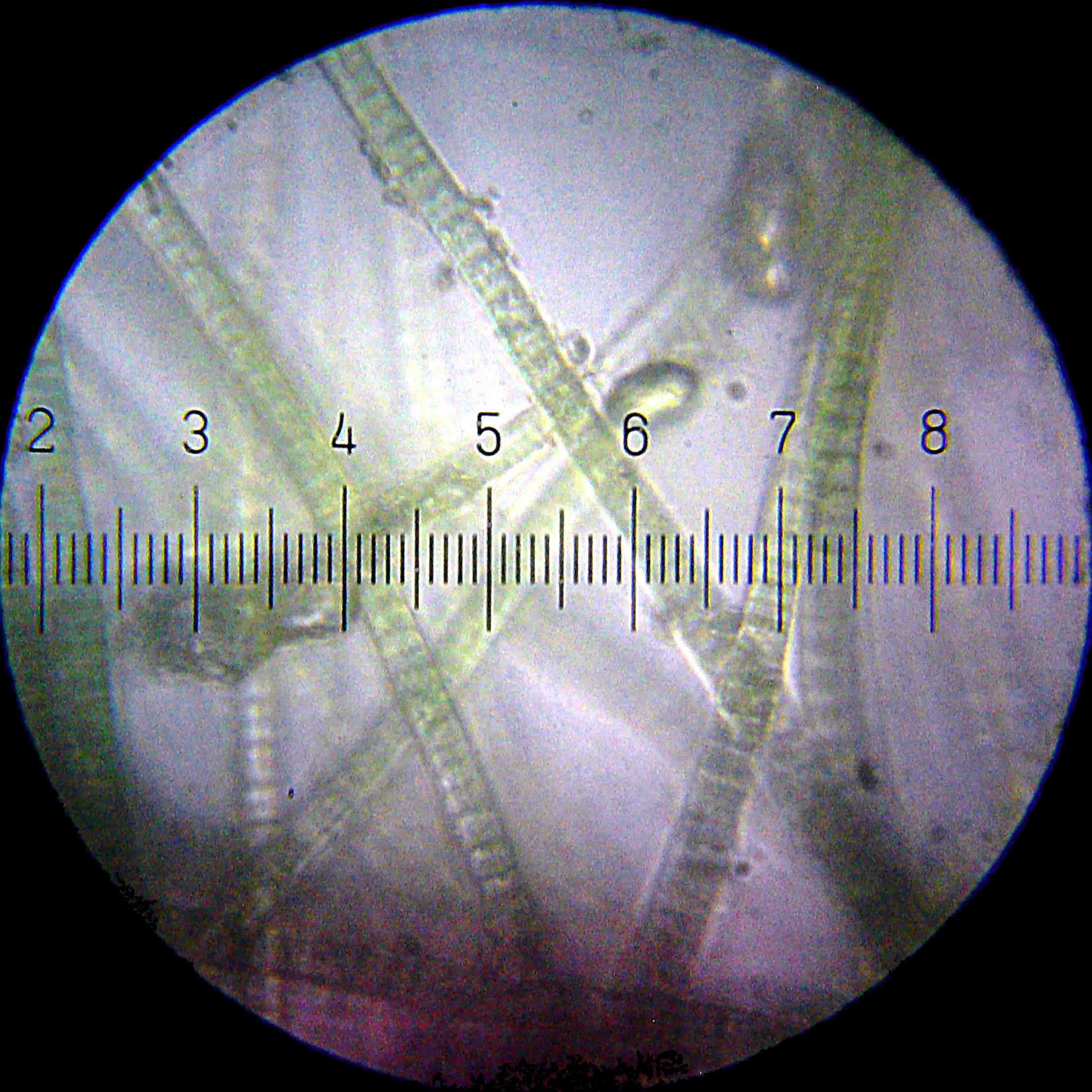
Vi khuẩn lam thực hiện quá trình quang hợp. Sự xuất hiện của chúng đã báo trước sự tiến hóa của nhiều loại thực vật quang hợp, tạo ra bầu không khí oxy của Trái đất.

Cố định carbon hay đồng hóa carbon là quá trình chuyển đổi carbon vô cơ (carbon dioxide) thành các hợp chất hữu cơ bởi các sinh vật sống. Ví dụ nổi bật nhất là quang hợp, mặc dù hóa tổng hợp là một hình thức cố định carbon có thể diễn ra không cần có mặt của ánh sáng mặt trời. Các sinh vật phát triển bằng cách cố định carbon được gọi là sinh vật tự dưỡng. Sinh vật tự dưỡng bao gồm sinh vật quang dưỡng, trong đó tổng hợp các hợp chất hữu cơ sử dụng năng lượng của ánh sáng mặt trời, và sinh vật vô cơ dưỡng, tổng hợp các hợp chất hữu cơ sử dụng năng lượng của quá trình oxy hóa vô cơ. Sinh vật dị dưỡng là sinh vật phát triển bằng cách sử dụng carbon cố định bởi sinh vật tự dưỡng. Các hợp chất hữu cơ được sử dụng bởi sinh vật dị dưỡng để sản xuất năng lượng và xây dựng cấu trúc cơ thể. "Carbon cố định", "carbon được khử" và "carbon hữu cơ" là các thuật ngữ tương đương cho các hợp chất hữu cơ khác nhau.

## Lượng CO2được cố định toàn cầu

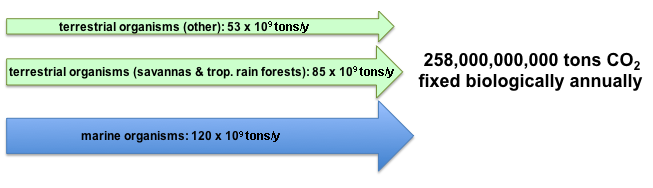
Graphic showing net annual amounts of CO_{2} fixation by land and sea-based organisms.

Người ta ước tính có khoảng 258 tỷ tấn carbon dioxide được chuyển đổi qua quang hợp hàng năm. Phần lớn các cố định xảy ra trong môi trường biển, đặc biệt là các khu vực có chất dinh dưỡng cao. Tổng lượng carbon dioxide cố định lớn hơn nhiều vì khoảng 40% được tiêu thụ bằng cách hô hấp sau khi quang hợp. Với quy mô của quá trình này, có thể hiểu rằng RuBisCO là loại protein phong phú nhất trên Trái Đất.

## Tổng quan về lộ trình
Sáu con đường cố định carbon tự dưỡng được biết đến tính đến năm 2011. Chu trình Calvin cố định carbon trong lục lạp của thực vật và tảo, và trong vi khuẩn lam. Nó cũng cố định carbon trong quang hợp không oxy trong một loại proteobacteria được gọi là vi khuẩn tím, và trong một số proteobacteria không quang dưỡng.

## Quang hợp tạo oxy
Trong quá trình quang hợp, năng lượng từ ánh sáng mặt trời dẫn đến con đường cố định carbon. Việc quang hợp tạo oxy được sử dụng bởi các sinh vật sản xuất sơ cấp—thực vật, tảo và vi khuẩn lam. Chúng chứa sắc tố diệp lục, và sử dụng chu trình Calvin để cố định carbon tự dưỡng. Quá trình hoạt động như sau:
2H2O → 4e− + 4H+ + O2
CO2 + 4e− + 4H+ → CH2O + H2O
Trong bước đầu tiên, nước được phân tách thành các electron, proton và oxy tự do. Điều này cho phép sử dụng nước, một trong những chất phong phú nhất trên Trái đất, như một chất cho electron — một nguồn năng lượng khử. Việc giải phóng oxy tự do là một tác dụng phụ có tác dụng rất lớn. Bước đầu tiên sử dụng năng lượng của ánh sáng mặt trời để oxy hóa nước thành O2, và cuối cùng để tạo ra ATP
ADP + Pi ⇌ ATP + H2O
và chất khử, NADPH
NADP+ + 2e− + 2H+ ⇌ NADPH + H+
Trong bước thứ hai, được gọi là chu trình Calvin, việc cố định thực tế carbon dioxide được thực hiện. Quá trình này tiêu thụ ATP và NADPH. Chu trình Calvin trong thực vật chiếm ưu thế của việc cố định carbon trên đất liền. Trong tảo và vi khuẩn lam, nó chiếm ưu thế của sự cố định carbon trong các đại dương. Chu trình Calvin chuyển đổi carbon dioxide thành đường, như triose phosphat (TP), là glyceraldehyde 3-phosphat (GAP) cùng với dihydroxyacetone phosphat (DHAP):
3 CO2  +  12 e−  +  12 H+  +  Pi   →   TP   +   4 H2O
Một quan điểm giải thích cho NADPH (nguồn của e−) và ATP:
3 CO2  +  6 NADPH  +  6 H+  +  9 ATP  +  5 H2O   →   TP  +  6 NADP+  +  9 ADP  +  8 Pi
Công thức của phosphat vô cơ (Pi) là HOPO32− + 2H+. Công thức của triose và TP là C2H3O2-CH2OH và C2H3O2-CH2OPO32− + 2H+

### Xem xét tiến hóa
Ở một nơi nào đó từ 3,5 đến 2,3 tỷ năm trước, tổ tiên của vi khuẩn lam tiến hóa quang hợp oxy, cho phép sử dụng phân tử H2O phong phú nhưng dễ bị oxy hóa như một chất cho electron cho chuỗi vận chuyển điện tử của bơm proton xúc tác chịu trách nhiệm tổng hợp ATP hiệu quả. Khi bước đột phá tiến hóa này xảy ra, tự phát (tăng trưởng sử dụng carbon vô cơ là nguồn carbon duy nhất) được cho là đã được phát triển. Tuy nhiên, sự gia tăng của vi khuẩn lam, do khả năng khai thác nước của chúng như là một nguồn electron, thay đổi hoàn toàn môi trường toàn cầu bằng cách oxy hóa khí quyển và bằng cách đạt được lượng tiêu thụ CO2 lớn.

### Cơ chế tập trung carbon
Nhiều sinh vật quang hợp không có cơ chế hấp thụ carbon vô cơ (CCM), làm tăng nồng độ carbon dioxide có sẵn cho carboxylase ban đầu của chu trình Calvin, enzyme RuBisCO. Những lợi ích của CCM bao gồm tăng khả năng chịu đựng nồng độ thấp của carbon vô cơ bên ngoài, và giảm tổn thất từ hô hấp sáng. CCM có thể giúp cây trồng chịu được áp lực nhiệt và nước nhiều hơn.
Các cơ chế tập trung carbon sử dụng enzyme carbonic anhydrase (CA), xúc tác cả sự khử nước của bicacbonat với carbon dioxide và hydrat hóa carbon dioxide thành bicacbonat
HCO3− + H+ ⇌ CO2 + H2O
Màng lipid ít thấm bicacbonate hơn carbon dioxide. Để thu giữ carbon vô cơ hiệu quả hơn, một số thực vật đã thích ứng với các phản ứng bổ sung
HCO3− + H+ + PEP → OAA + Pi
được xúc tác bởi PEP carboxylase (PEPC), tới carboxylate phosphoenolpyruvate (PEP) tới oxaloacetate (OAA) là một axit dicarboxylic C4.

#### Thực vật CAM
Thực vật CAM sử dụng sự trao đổi chất axit Crassulacean như là một thích ứng cho các điều kiện khô cằn. CO2  đi qua khí khổng trong đêm và được chuyển thành hợp chất 4-carbon, axit malic, giải phóng CO2 để sử dụng trong chu trình Calvin trong ngày, khi khí khổng đóng lại. Cây phỉ thúy (Crassula ovata) và xương rồng là điển hình của thực vật CAM. Mười sáu nghìn loài thực vật  sử dụng CAM. Những cây này có tỉ lệ đồng vị carbon từ −20 đến −10 ‰.

#### Thực vật C4
Thực vật C4 bắt đầu chu trình Calvin với các phản ứng kết hợp CO2 thành một trong các hợp chất 4-carbon, axit malic hoặc axit aspartic. Thực vật C4 có giải phẫu lá đặc biệt. Các loại cây hòa thảo, chẳng hạn như mía và ngô là thực vật C4, nhưng cũng có nhiều cây lá rộng là C4. Nhìn chung, 7600 loài thực vật trên mặt đất sử dụng cố định carbon C4, chiếm khoảng 3% tổng số loài. Những cây này có tỉ lệ đồng vị carbon từ −16 đến −10 ‰.

#### Thực vật C3
Phần lớn thực vật là thực vật C3. Chúng được gọi như thế để phân biệt với các thực vật CAM và C4, và bởi vì các sản phẩm carboxyl hóa của chu trình Calvin là các hợp chất 3-carbon. Chúng thiếu các chu trình axit dicarboxylic C4 và do đó có điểm bù carbon dioxide cao hơn so với thực vật CAM hoặc C4. Thực vật C3 có một tỉ lệ đồng vị carbon từ −24 đến −33‰.

#### Vi khuẩn
Một số vi khuẩn sử dụng carboxysomes như cơ chế cố định carbon.

## Các con đường tự dưỡng khác
Trong năm con đường tự dưỡng khác, hai con đường chỉ được biết đến trong vi khuẩn, chỉ có hai trong vi khuẩn cổ, và một ở cả hai loại vi khuẩn và vi khuẩn cổ.